# C++03
C++03 je starší verze normy programovacího jazyka C++, kterou v roce 2003 vydaly dvě normalizační organizace, Mezinárodní organizace pro normalizaci (ISO) a Mezinárodní elektrotechnická komise (IEC), jako ISO/IEC 14882:2003.
Verze C++03 nahradila předchozí normu C++98 a sama byla nahrazena verzí C++11, která přinesla velké množství změn. Cílem C++03 bylo především zajistit větší konzistenci a přenositelnost jazyka, proto měla význam hlavně pro implementátory. C++03 definovala pouze jednu novou vlastnost jazyka: inicializaci hodnot, řešila však 92 hlášení o nedostatcích v jádře jazyka a 125 hlášení o nedostatcích v knihovnách.
K nejvýznamnějším hlášením o nedostatcích, které C++03 řešila, bylo hlášení číslo 69 o problému v knihovně, které bylo vyřešeno doplněním požadavku, že prvky vektoru musejí být v paměti uloženy souvisle, což kodifikuje obvyklé očekávání, že objekt std::vektor v C++ používá paměťovou strukturu podobnou poli. Norma C++98 tento požadavek neobsahovala, i když většina implementací jej naplňovala.